# H.E.R. (album)
H.E.R. là album tổng hợp của nữ ca sĩ người Mỹ H.E.R., được phát hành vào ngày 20 tháng 10 năm 2017 bởi RCA Records. Album bao gồm các bài hát từ các đĩa mở rộng H.E.R., Vol. 1 (2016) và H.E.R., Vol. 2 (2017) của nữ ca sĩ và bổ sung thêm sáu ca khúc. Album chiến thắng ở hạng mục Album R&B xuất sắc nhất và nhận thêm 4 đề cử khác tại lễ trao giải Grammy lần thứ 61, trong đó có Album của năm và Nghệ sĩ mới xuất sắc nhất cho H.E.R.

## Bối cảnh thực hiện
Gabi Wilson ký hợp đồng ghi âm với hãng RCA Records vào năm 14 tuổi sau khi trình diễn những bản hát lại các ca khúc của Alicia Keys trên các chương trình truyền hình Maury, Today và The View. EP đầu tiên của cô, H.E.R., Vol. 1, được phát hành vào ngày 9 tháng 9 năm 2016, và đạt đến vị trí thứ 28 trên bảng xếp hạng Top R&B/Hip-Hop Albums của tạp chí Billboard. EP thứ hai, H.E.R., Vol. 2, được phát hành vào ngày 16 tháng 6 năm 2017. Đĩa mở rộng này đạt đến vị trí thứ 49 trên bảng xếp hạng đa thể loại US Billboard 200 và vị trí thứ 22 trên bảng xếp hạng Top R&B/Hip-Hop Albums.
Album tuyển tập H.E.R., phát hành vào ngày 20 tháng 10 năm 2017, bao gồm các bài hát từ hai EP trước đó cùng với 6 bài hát mới, trong đó có bản song ca "Best Part" từ album Freudian (2017) của Daniel Caesar. Sáu bài hát mới này cũng nằm trong một đĩa mở rộng thứ ba, H.E.R., Vol. 2: The B-Sides, phát hành vào ngày 20 tháng 10 năm 2017. EP đạt đến thứ 139 trên bảng xếp hạng US Billboard 200.

## Tiếp nhận
H.E.R. đạt đến vị trí thứ 47 trên bảng xếp hạng US Billboard 200 và vị trí thứ 24 trên bảng xếp hạng US Top R&B/Hip-Hop Albums. Album đã đoạt giải Album/Mixtape của năm tại lễ trao giải Soul Train Music 2018. Album cũng giành chiến thắng tại hạng mục Album R&B xuất sắc nhất tại giải Grammy lần thứ 61 và nhận được đề cử ở hạng mục Album của năm.

## Danh sách bài hát
Danh sách những người thực hiện lấy từ Spotify.
| STT | Nhan đề                                 | Sáng tác | Sản xuất                   | Thời lượng |
| --- | --------------------------------------- | --- | -------------------------- | ---------- |
| 1.  | "Losing"                                | Gabriella Wilson Darhyl Camper Jr. Hue "SoundzFire" Strother                                                           | H.E.R. DJ Camper           | 3:46       |
| 2.  | "Avenue"                                | Wilson Tiara Thomas Tyler Acord                                                                                        | Lophiile                   | 3:34       |
| 3.  | "Let Me In"                             | Wilson Andrew Knox Brown                                                                                               | Knox Brown                 | 4:57       |
| 4.  | "Lights On"                             | Wilson Daniel Traynor Michael "Scribz" Riley Talay Riley                                                               | H.E.R. Scribz Riley Grades | 3:40       |
| 5.  | "Say It Again"                          | Wilson Camper Strother                                                                                                 | H.E.R. Camper              | 2:52       |
| 6.  | "Facts"                                 | Wilson Camper Strother Jermaine Elliott                                                                                | H.E.R. Camper              | 3:39       |
| 7.  | "Focus"                                 | Wilson Camper Justin Love                                                                                              | H.E.R. Camper              | 3:20       |
| 8.  | "U"                                     | Wilson Ambré Perkins David "Swagg R'celious" Harris                                                                    | H.E.R. Swagg R'celious     | 2:59       |
| 9.  | "Every Kind of Way"                     | Wilson Camper Strother                                                                                                 | Camper                     | 2:40       |
| 10. | "Best Part" (hợp tác với Daniel Caesar) | Wilson Ashton Simmonds Jordan Evans Matthew Burnett Riley Bell                                                         | H.E.R. Daniel Caesar       | 3:29       |
| 11. | "Changes"                               | Wilson Perkins Harris J. "Grip" Jordan-Jones Gabriel Garzón-Montano                                                    | H.E.R. Swagg R'celious     | 3:34       |
| 12. | "Jungle"                                | Anthony Jefferies Aubrey Graham Carlo Montagnese Garzón-Montano Ilsey Juber Jordan Ullman Majid Al-Maskati Noah Shebib | H.E.R. Swagg R'celious     | 5:05       |
| 13. | "Free"                                  | Wilson Camper Elijah Dias                                                                                              | H.E.R. Camper              | 3:18       |
| 14. | "Rather Be"                             | Wilson Alju Jackson Harris Keithen Foster                                                                              | H.E.R. Swagg Rcelious      | 3:09       |
| 15. | "2"                                     | Wilson Ryan Cecil Campbell Uzoechi Emenike                                                                             | H.E.R. MNEK Ryan Ashley    | 3:09       |
| 16. | "Hopes Up"                              | Wilson Anthony Bryant Harris Dias                                                                                      | Swagg R'celious Ant B      | 3:06       |
| 17. | "Still Down"                            | Wilson Camper Strother Lolo Zouai                                                                                      | H.E.R. Camper              | 2:49       |
| 18. | "Wait for It"                           | Wison Andre Harris Camper Strother Marsha Ambrosius Natalie Stewart                                                    | H.E.R. Camper              | 2:16       |
| 19. | "Pigment"                               | Wilson Maurice-Brandon Ferguson Robert Glasper Shafiq Husayn                                                           | H.E.R. Qreamybeats         | 2:59       |
| 20. | "Gone Away"                             | Wilson Anesha Birchett Antea Shelton Christopher McClenney Joshua Scruggs                                              | H.E.R. Syk Sense           | 4:10       |
| 21. | "I Won't"                               | Wilson Camper Jordan-Jones Strother                                                                                    | H.E.R. Camper              | 3:31       |

## Xếp hạng
| Bảng xếp hạng (2017–19)                  | Vị trí cao nhất |
| ---------------------------------------- | --------------- |
| Album Canada (Billboard)                 | 58              |
| Album Hoa Kỳ Billboard 200               | 23              |
| Album Hoa Kỳ Top R&B/Hip-Hop (Billboard) | 14              |

| Bảng xếp hạng (2018) | Vị trí |
| -------------------- | ------ |
| Hoa Kỳ Billboard 200 | 68     |

## Chứng nhận doanh số
| Quốc gia                                                                                              | Chứng nhận | Số đơn vị/doanh số chứng nhận |
| --- | ---------- | ----------------------------- |
| Hoa Kỳ (RIAA)                                                                                         | Vàng       | 500.000‡                      |
| ^ Chứng nhận dựa theo doanh số nhập hàng. ‡ Chứng nhận dựa theo doanh số tiêu thụ và phát trực tuyến. |            |                               |